# Høng
Høng is een plaats en voormalige gemeente in Denemarken.

## Voormalige gemeente
De oppervlakte bedroeg 144,59 km². De gemeente telde 8411 inwoners waarvan 4169 mannen en 4242 vrouwen (cijfers 2005). De gemeente werd bij de herindeling toegevoegd aan de gemeente Kalundborg.

## Plaats
De plaats Høng telt 4331 inwoners (2008).